# برادلي ستيفنز
برادلي ستيفنز (Bradley Steffens) المزداد بتاريخ 10 فبراير 1955 كاتب أمريكي، وهو أيضا شاعر، و كاتب مسرحي، و شاعر غنائي. ألف 28 كتابا في مجال القصص الواقعي للبراعم والشباب. اشتهر ستيفنز ككاتب سيرة العالم إبن الهيثم.